# Bende
Bende é uma área de governo local no estado de Abia, na Nigéria .
Entre as pessoas de Bende inclui-se o ex-governador do estado, Orji Uzor Kalu.